# Élections municipales de 2014 à Montreuil
Pour un article plus général, voir Élections municipales de 2014 dans la Seine-Saint-Denis.
Les élections municipales ont eu lieu les 23 et 30 mars 2014 à Montreuil.

## Mode de scrutin
Le mode de scrutin à Montreuil est celui des villes de plus de 1 000 habitants : la liste arrivée en tête obtient la moitié des 55 sièges du conseil municipal. Le reste est réparti à la proportionnelle entre toutes les listes ayant obtenu au moins 5 % des suffrages exprimés. Un deuxième tour est organisé si aucune liste n'atteint la majorité absolue et au moins 25 % des inscrits au premier tour. Seules les listes ayant obtenu aux moins 10 % des suffrages exprimés peuvent s'y présenter. Les listes ayant obtenu au moins 5 % des suffrages exprimés peuvent fusionner avec une liste présente au second tour.

## Sondages
Les sondages reportés ci-dessous concernent le premier tour. Étant donné le contexte politique et les alliances incertaines des différentes listes, aucun sondage n'a envisagé le second tour.
| Institut | Date                        | Échantillon | Liste Jochaud | Liste Cottereau | Liste Brard | Liste Bessac | Liste Dufriche | Liste Hammadi | Liste Viprey | Liste Laporte |
| -------- | --------------------------- | ----------- | ------------- | --------------- | ----------- | ------------ | -------------- | ------------- | ------------ | ------------- |
| Institut | Date                        | Échantillon |               |                 |             |              |                |               |              |               |
| Sofres   | 27 février au 1er mars 2014 | 604         | 1 %           | 4 %             | 29 %        | 16 %         | 15 %           | 14 %          | 9 %          | 12 %          |
| Ipsos    | 7 et 8 mars 2014            | 603         | 2 %           | 2 %             | 27 %        | 22 %         | 12 %           | 11 %          | 10 %         | 14 %          |

## Candidats
- Patrice Bessac (Front de gauche), conseiller régional d'Île-de-France depuis 2004.
- Jean-Pierre Brard (Front de gauche, dissident), maire (PCF puis CAP) de Montreuil de 1984 à 2008, et député de la Seine-Saint-Denis de 1988 à 2012.
- Aline Cottereau (Nouveau Parti anticapitaliste).
- Ibrahim Dufriche-Soilihi (Europe Écologie Les Verts), petit-fils de Marcel Dufriche (PCF), maire de Montreuil de 1971 à 1984.
- Razzy Hammadi (Parti socialiste), député de la Seine-Saint-Denis depuis 2012.
- Aurélie Jochaud (Lutte ouvrière).
- Manon Laporte (Union de la droite), avocate fiscaliste et compagne de l'ex-ministre des Sports Bernard Laporte.
- Mouna Viprey (Parti socialiste, dissidente), conseillère municipale sortante, première adjointe à la maire de 2008 à 2010.

## Résultats
- Maire sortant : Dominique Voynet (EELV)
- 55 sièges à pourvoir (population légale 2011 : 103 068 habitants)

| Tête de liste                                          | Tête de liste            | Liste            | Premier tour | Premier tour | Second tour | Second tour | Sièges |  |
| Tête de liste                                          | Tête de liste            | Liste            | Voix         | %            | Voix        | %           | Sièges |  |
| ------------------------------------------------------ | ------------------------ | ---------------- | ------------ | ------------ | ----------- | ----------- | ------ |  |
|                                                        | Jean-Pierre Brard        | DVG-POI          | 7 275        | 25,55        | 10 496      | 35,39       | 10     |  |
| Ma ville. J'y crois                                    |                          |                  | 7 275        | 25,55        | 10 496      | 35,39       | 10     |  |
|                                                        | Patrice Bessac           | FG               | 5 355        | 18,81        | 10 990      | 37,06       | 38     |  |
| Montreuil avenir                                       |                          |                  | 5 355        | 18,81        | 10 990      | 37,06       | 38     |  |
|                                                        | Ibrahim Dufriche-Soilihi | EELV             | 4 343        | 15,25        | 10 990      | 37,06       | 38     |  |
| Ensemble pour Montreuil                                |                          |                  | 4 343        | 15,25        | 10 990      | 37,06       | 38     |  |
|                                                        | Razzy Hammadi            | PS               | 2 791        | 9,80         | 10 990      | 37,06       | 38     |  |
| Montreuil en mouvement. Le choix d'avenir              |                          |                  | 2 791        | 9,80         | 10 990      | 37,06       | 38     |  |
|                                                        | Manon Laporte            | UMP-MoDem-UDI-GE | 4 752        | 16,69        | 5 381       | 18,14       | 5      |  |
| Pacte citoyen pour Montreuil 2014                      |                          |                  | 4 752        | 16,69        | 5 381       | 18,14       | 5      |  |
|                                                        | Mouna Viprey             | DVG              | 3 120        | 10,96        | 2 787       | 9,39        | 2      |  |
| Élire Montreuil                                        |                          |                  | 3 120        | 10,96        | 2 787       | 9,39        | 2      |  |
|                                                        | Aline Cottereau          | NPA              | 552          | 1,94         |             |             |        |  |
| Montreuil anticapitaliste et solidaire                 |                          |                  | 552          | 1,94         |             |             |        |  |
|                                                        | Aurélie Jochaud          | LO               | 287          | 1,01         |             |             |        |  |
| Lutte ouvrière faire entendre le camp des travailleurs |                          |                  | 287          | 1,01         |             |             |        |  |
|                                                        |                          |                  |              |              |             |             |        |  |
| Inscrits                                               | Inscrits                 | Inscrits         | 57 623       | 100,00       | 57 551      | 100,00      |        |  |
| Abstentions                                            | Abstentions              | Abstentions      | 28 109       | 48,78        | 26 983      | 46,89       |        |  |
| Votants                                                | Votants                  | Votants          | 29 514       | 51,22        | 30 568      | 53,11       |        |  |
| Blancs et nuls                                         | Blancs et nuls           | Blancs et nuls   | 1 039        | 3,52         | 914         | 2,99        |        |  |
| Exprimés                                               | Exprimés                 | Exprimés         | 28 475       | 96,48        | 29 654      | 97,01       |        |  |